# Ha-Mošava ha-Jevanit

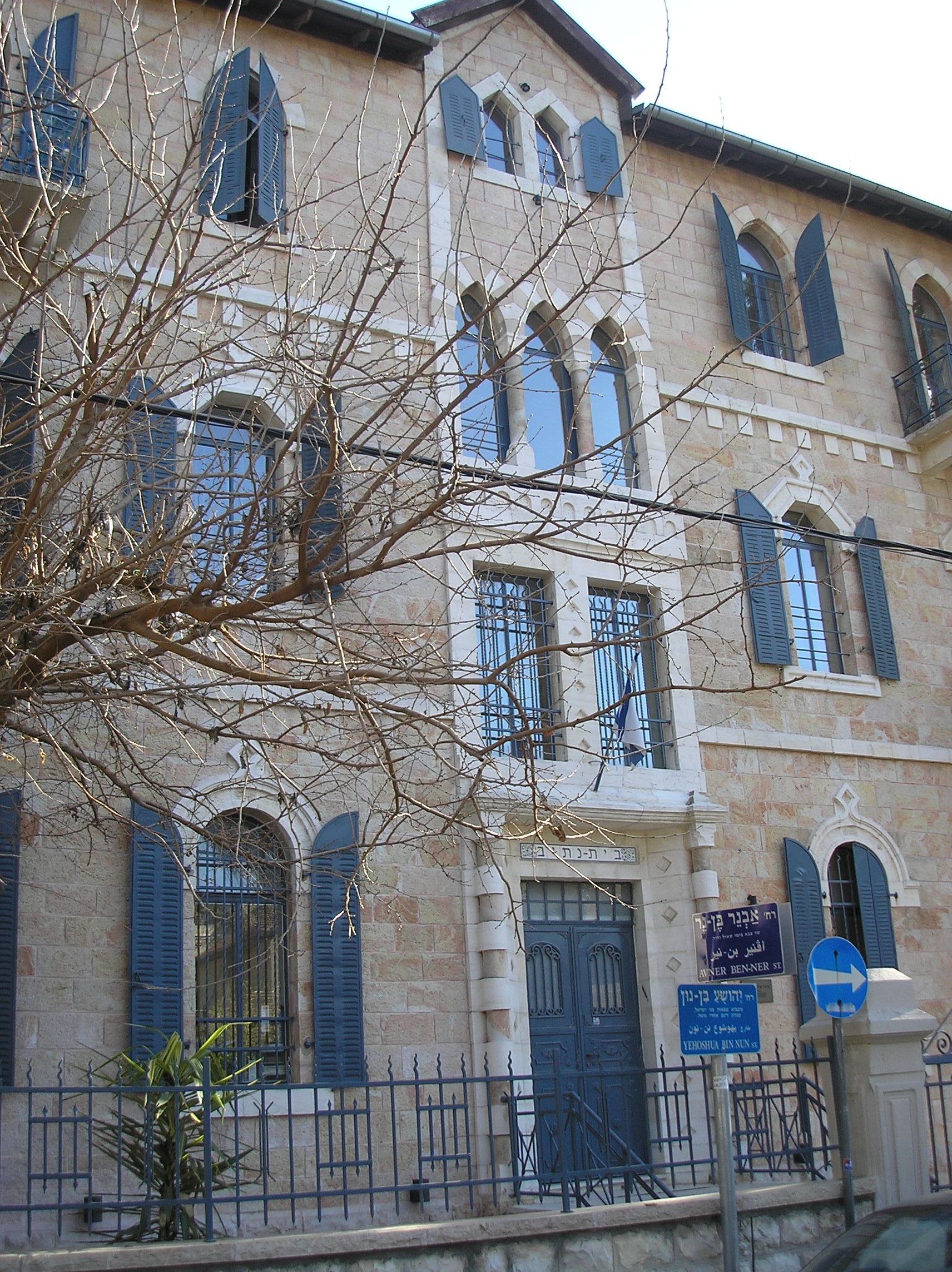
Zástavba v čtvrti ha-Mošava ha-Jevanit

ha-Mošava ha-Jevanit (hebrejsky: המושבה היוונית, doslova Řecká kolonie) je městská čtvrť v jižní části Jeruzaléma v Izraeli.

## Geografie
Na severu hraničí s čtvrtí Katamon, na jihu s čtvrtí Mekor Chajim a Talpijot, na západě s ha-Mošava ha-Germanit (Německá Kolonie) a Bak'a. Leží v nadmořské výšce přes 700 metrů cca 2,5 kilometru jihozápadně od historického jádra města. Leží na mírně zvlněné vyvýšenině, která na západ odtud spadá do údolí vádí Nachal Rechavja, na jihu do údolí Emek Refa'im. Okrajem čtvrtě vede stará železniční trať Tel Aviv-Jeruzalém. Populace čtvrti je židovská.

## Dějiny
Založili ji počátkem 20. století členové Řecké pravoslavné církve z Jeruzaléma, která disponovala v období před první světovou válkou četnými pozemky a nemovitostmi ve městě i jeho okolí. Nákupy pozemků podporoval sekretář církve Nikoporos. Komunita zároveň dostávala výraznou finanční pomoc od carského Ruska. V roce 1881 církev nedaleko odtud zbudovala klášter San Simon a u něho v roce 1890 letní rezidenci pravoslavného patriarchy. Zástavba samotné Řecké kolonie sestávala převážně z luxusních vil. Po ruské revoluci v roce 1917 tok peněz vyschnul a během Britské mandátní správy Palestiny církev musela prodat velkou část svých pozemků, které z velké části vykoupili Židé a postavili tam dnešní čtvrtě Mamila či Rechavja. Obyvateli vlastní Řecké kolonie byli v té době převážně britští státní úředníci. Sídlilo zde také množství zahraničních konzulátů. Po válce za nezávislost v roce 1948 byli v čtvrti ubytování mnozí židovští imigranti a došlo zde k výstavě nových bytových domů v prolukách. Jde o jednu z nejdražších čtvrtí v Jeruzalémě. Obyvatelstvo je sekulární a nábožensky sionistické.